# Yarralumla
Yarralumla è un ampio sobborgo situato nel distretto di South Canberra, nella capitale dell'Australia. Ubicata approssimativamente a 3,5 chilometri (2,2 miglia) a sud-ovest della città, Yarralumla si estende lungo il lato sud-ovest del Lago Burley Griffin. Quest'ultimo è stato creato alla fine della seconda guerra mondiale attraverso un'ostruzione  del fiume Molonglo, con la costruzione di una diga.